# مايكل فيرير
مايكل فيرير (بالفرنسية: Michaël Ferrier)‏ (14 أغسطس 1967، ستراسبورغ في فرنسا)؛ أستاذ جامعي وروائي فرنسي.